# Ulla Roseen
Kerstin Ulla Margareta Roseen, född 27 augusti 1946, död 31 oktober 2024 i Nora distrikt, Örebro län, var en svensk översättare.
Roseen översatte framförallt från ryska, bulgariska, spanska och engelska. Hennes första publicerade översättning var Bortom Ural av den bulgariske författaren Jordan Raditjkov, utgiven 1972. Hon har även översatt verk av bland andra Paul Auster, Fjodor Dostojevskij (Anteckningar från källarhålet och Idioten), Juan Goytisolo, Kathryn Harrison, Siri Hustvedt, Julie Otsuka, Lev Tolstoj (Anna Karenina) och Jeanette Winterson. Sedan 1987 var Ulla Roseen frilansande översättare på heltid.

## Priser och utmärkelser
- 1973 – Rabén & Sjögrens översättarpris
- 1986 – Stiftelsen Natur & Kulturs översättarpris
- 1990 – Letterstedtska priset för översättningen av Juan Goytisolos Förbjudet område
- 1993 – Albert Bonniers 100-årsminne
- 1995 – De Nios översättarpris
- 1997 – Svenska Akademiens översättarpris
- 1999 – Elsa Thulins översättarpris
- 2009 – Letterstedtska priset för översättningen av Tolstojs Anna Karenina
- 2020 – Samfundet De Nios Översättarpris